# 孫繼宗
孙繼宗（1395年—1479年），字光辅，山东承宣布政使司邹平县人，孙忠之子，孝恭章皇后孙氏的哥哥，明英宗的舅舅。
明宣宗初年，授府军前卫指挥使，后改在锦衣卫。明代宗景泰初年，进官都指挥佥事，袭封会昌伯。明英宗复位，孙繼宗夺门之变立功，封会昌侯。加号奉天翊卫推诚宣力武臣，特进光禄大夫、柱国，身免二死，子免一死，世袭侯爵。天顺元年（1457年）五月，孙继宗受命督办五军营戎务，兼掌后军都督府事。明朝开国，外戚典军从此开始。后来，锦衣卫逯杲上奏孙继宗兄弟侵占官地，设立私庄，查实后却得到英宗宽赦。天顺五年（1461年），进太保。明宪宗即位，监修《明英宗实录》。命提督十二团兼督五军营，知经筵事。成化三年（1467年）实录修成。官至太傅。成化十五年（1479年）卒，享年八十五岁，赠郯国公，谥号荣襄。

## 延伸阅读
[在维基数据编辑]
 《明史卷三百》，出自《明史》